# Pilkington Glass Championships 1988
Pilkington Glass Championships 1988 — жіночий тенісний турнір, що проходив на кортах з трав'яним покриттям Devonshire Park Lawn Tennis Club в Істборні (Англія). Належав до турнірів 4-ї категорії в рамках Туру WTA 1988. Тривав з 13 до 19 червня 1988 року. Перша сіяна Мартіна Навратілова здобула титул в одиночному розряді, свій сьомий на цьому турнірі.

## Фінальна частина

### Одиночний розряд
Мартіна Навратілова —  Наташа Звєрєва 6–2, 6–2
- Для Навратілової це був 6-й титул в одиночному розряді за сезон і 135-й — за кар'єру.

### Парний розряд
Ева Пфафф /  Елізабет Смайлі —  Белінда Кордвелл /  Діанне ван Ренсбург 6–3, 7–6(8–6)
- Для Пфафф це був 3-й титул за сезон і 7-й — за кар'єру. Для Смайлі це був єдиний титул за сезон і 21-й — за кар'єру.

## Нотатки
1. ↑  Турніри, окрім Великого шолома, з призовим фондом принаймні 250 тис. доларів.[1]